# Kognitivna psihologija
Kognitivna psihologija je znanost koja je usmjerena na otkrivanje psihičkih procesa koji se nalaze u osnovi ponašanja. Sama riječ "kognitivno" dolazi od latinske riječi cognitio što označava spoznaju, tj. mentalne procese za koje se pretpostavlja da ističu ponašanje. To pokriva široki raspon područja istraživanja, istražujući pitanja o djelovanju pamćenja, pozornosti, percepcije, predstavljanju znanja, mišljenja, kreativnosti i rješavanju problema.
Kognitivna psihologija se radikalno razlikuje od prethodnih psiholoških pristupa na dva ključna načina.
- Ona prihvaća upotrebu znanstvene metode te općenito odbacuje introspekciju kao valjanu metodu istraživanja za razliku od fenomenoloških metoda poput Freudovske psihologije.
- Ona pretpostavlja postojanje unutarnjih mentalnih stanja (kao što su vjerovanja, želje i motivacija) za razliku od bihevioralne psihologije.

Škola mišljenja proizašla iz ovog pristupa naziva se kognitivizam.
Kognitivna psihologija je jedna od najsuvremenijih dodataka psihološkom istraživanju, a razvila se kao odvojeno područje unutar discipline u kasnim 1950-im i ranim 1960-im (iako postoje primjeri kognitivnog razmišljanja kod ranijih istraživača). Termin se koristi od objavljivanja knjige Kognitivna psihologija Ulrica Neissera iz 1967., ali tek je knjiga Donalda Broadbenta Percepcija i komunikacija iz 1958. istaknula značenje kognitivnog pristupa. Od tog vremena dominantna paradigma u području bio je kognitivni model obradbe informacija koje je upravo iznio Broadbent. To je način razmišljanja i mišljenja o mentalnim procesima predočenih poput softvera koji radi na računalu koji predstavlja mozak. Teorije se uobičajeno odnose na oblike ulaza, prikaza, računanja ili obradbe i izlaza.
Taj način shvaćanja mentalnih procesa prodrio je općenitije u psihologiju tijekom prošlih nekoliko desetljeća, pa nije neobično pronaći kognitivne teorije unutar socijalne psihologije, ličnosti, abnormalne psihologije, razvojne psihologije; primjena kognitivnih teorija u komparativnoj psihologiji dovela je do mnogih nedavnih proučavanja u kognitivnoj psihologiji životinja.
Pristup obradbe informacija na kognitivno djelovanje trenutačno se ispituje novim pristupima u psihologiji kao što su dinamički sustavi i utjelovljena perspektiva.
Zbog upotrebe računskih metafora i terminologije, kognitivna psihologija je uvelike mogla izvući korist iz procvata istraživanja u umjetnoj inteligenciji i drugim srodnim područjima tijekom 1960-ih i 1970-ih godina. Zapravo se kognitivna psihologija razvila kao jedna od značajnih aspekata interdisciplinarnog predmeta kognitivne znanosti, koja pokušava uklopiti raspon istraživačkih pristupa o misaonim i mentalnim procesima.

## Vanjske poveznice
- Cogprints - arhiv znanstvenih radova
- Serendip: Brain and Behavior  Arhivirana inačica izvorne stranice od 8. veljače 2006. (Wayback Machine)
- Psihologija, linkovi  Arhivirana inačica izvorne stranice od 25. travnja 2006. (Wayback Machine)